# Natos y Waor
Natos y Waor són un duo de rapers de Madrid format el 2010. Els seus dos integrants són Fernando Hisado (Madrid, 1988) més conegut com a «Waor», i Gonzalo Cidre (Buenos Aires, 1991), més conegut com a «Natos».
Pengen els seus treballs a la plataforma de YouTube en la qual tenen més de 800.000 subscriptors. Guanyadors en l'edició de 2016 dels Premis de la Música Independent del Premi al Millor Àlbum de Hip Hop i Músiques Urbanes amb Martes 13. Han actuat en diverses sales de concerts i festivals com la sala Apolo de Barcelona, el Zaragoza Ciudad Hip Hop Festival el 2016 i el Palacio de Vistalegre de Madrid.
Tots dos es van conèixer cap a l'any 2010, quan acostumaven a assistir a batalles de rap de Madrid. Van veure que tenien gustos musicals bastant semblants i es van decidir a gravar les seves primeres cançons junts. No va ser fins al 2011 que van estrenar el seu primer àlbum "Por la Jeta" que va causar un gran impacte a la capital. Tenia un estil molt dur, bandarra i basat en les seves vivències del barri i de la festa. Va ser aquest disc el que els va permetre començar a fer concerts, de forma gratuïta, a cases okupes, festes de poble etc.
En els seus canals de Spotify i YouTube sumen milions de reproduccions. Sempre van acompanyats de Dj Sake i al costat d'ell han recorregut més de 50 ciutats del territori espanyol. També han actuat a nivell internacional a l'Argentina, Mèxic, Anglaterra i Estats Units.
Són productors del seu propi documental "Underground kings", en el qual fan un recorregut de la seva vida i trajectòria musical. Aquest documental s'ha posicionat entre el més vist a la plataforma Movistar +.

## Discografia
- 2011: Por la jeta
- 2012: Catarsis
- 2012: Hijos de la ruina
- 2014: Caja Negra
- 2015: Martes 13[16]
- 2016: Hijos de la ruina Vol.2[17]
- 2018: Cicatrices[3][18]
- 2020: Barras bravas
- 2021: Hijos de la ruina vol. 3
- 2022: Luna Llena
- 2024: Mal de Amores